# Пјетро Арадори
Пјетро Арадори (Бреша, 9. децембар 1988) италијански је кошаркаш. Игра на позицијама бека и крила, а тренутно наступа за Фортитудо из Болоње.

## Биографија
Играо је у млађим категоријама клуба У. С. Казалпустерленго, а у његовим редовима је имао и сениорски деби 2005. године. Касније је наступао и за друголигашку екипу Андреа Коста Имола, а до прилике у Серији А дошао је тек у сезони 2007/08. коју је започео у Олимпији из Милана, а завршио у римском Виртусу. Наредне две сезоне провео је у екипи Бјеле. У јулу 2010. започео је двосезонски ангажман у Монтепаскију из Сјене са којим је у том периоду освојио све националне трофеје (по два првенства, купа и суперкупа). Јула 2012. потписао је за Канту у коме се такође задржао две сезоне, а исте године је и са овим клубом освојио национални суперкуп. У августу 2014. је потписао за турски Галатасарај, али се ту задржава само до децембра исте године када прелази у шпански Естудијантес. У мају 2015. након завршетка регуларног дела сезоне у Шпанији, враћа се у Италију и потписује уговор са екипом Венеције до краја сезоне. У јулу 2015. је потписао двогодишњи уговор са Ређо Емилијом и са њима осваја Суперкуп Италије за 2015. годину. У јулу 2017. постаје играч Виртуса из Болоње. Са овом екипом је освојио ФИБА Лигу шампиона у сезони 2018/19. Након две сезоне у Виртусу, у августу 2019. прелази у градског ривала Фортитудо.
Са младом репрезентацијом Италије освојио је бронзану медаљу на Европском првенству 2007. године. За сениорски национални тим дебитовао је на Евробаскету 2013.

## Успеси

### Клупски
- Монтепаски Сијена:
  - Првенство Италије (2): 2010/11, 2011/12.
  - Куп Италије (2): 2011, 2012.
  - Суперкуп Италије (2): 2010, 2011.

- Канту:
  - Суперкуп Италије (1): 2012.

- Ређана:
  - Суперкуп Италије (1): 2015.

- Виртус Болоња:
  - ФИБА Лига шампиона (1): 2018/19.

### Репрезентативни
- Европско првенство до 20 година:  2007.